# Walt Peregoy
'Walter "Walt" Peregoy (né le 17 novembre 1925 à Los Angeles et mort le 16 janvier 2015) est un artiste américain, dessinateur, illustrateur et animateur, qui a travaillé entre autres pour les studios Disney et Hanna-Barbera.

## Biographie
Il a été nommé Disney Legends en 2008.

## Filmographie
- 1959 : Paul Bunyan, décors
- 1959 : La Belle au bois dormant, décors
- 1961 : Les 101 Dalmatiens, décors
- 1961 : The Saga of Windwagon Smith, styliste couleur
- 1963 : Merlin l'Enchanteur, décors
- 1965 : The Shooting of Dan McGrew, décors
- 1965 : Goofy's Freeway Troubles, décors
- 1966 : The Lone Ranger, travaux préparatoires
- 1967 : The Spy Swatter, décors
- 1967 : The Music Mice-Tro, décors
- 1967 : Quacker Tracker, décors
- 1968 : The Adventures of Gulliver
- 1968-1970: Banana Split
- 1969 : The Ruby Eye of the Monkey-God